# Димитър Джуров
Димитър Петров Джуров е български революционер, деец на Вътрешната македоно-одринска революционна организация.

## Биография
Димитър Джуров е роден през 1879 година в западномакедонския град Ресен, тогава в Османската империя, днес в Северна Македония. Завършва IV клас в родния си град и се присъединява към ВМОРО през 1898 година. Действа като терорист и по нареждане на Славейко Арсов убива местна жена, която шпионира за турците през 1902 година. Прехвърля се в Смилево, където остава до началото на Илинденско-Преображенското въстание, когато е назначен за селски войвода на Стение и Лескоец. Участва в сражения на пътя Ресен – Корча, при Ехла и Смилево. След края на въстанието е амнистиран, но е веднага арестуван от турските власти и отведен в Битоля, където лежи девет месеца в затвор. В Междусъюзническата война участва в битки със сърбите под водачеството на полковник Маркулев и капитан Ванков. Участва в Първата световна война като разузнавач при Щаба на действащата армия. В края на войната се опитва да се изтегли със семейството си в Стара България, но е пленен при Скопие от френски войски. Върнат е в Ресен и сръбски военен съд му издава смъртна присъда, заменена с четиримесечен затвор след застъпване от страна на Италианското консулство. По време на сръбското управление е редовно тормозен и измъчван, съден и осъждан, а недвижимото му имущество – унищожено.

За себе си пише: 
| „ | ... така че материално аз бех унищожен, но въпреки всичко останах доследен на идеала си – борба докрай за извоюване на свободата и обединението на отечеството ни в границите на Санстефанска България. | “ |

На 25 февруари 1943 година, като жител на Ресен, подава молба за народна пенсия, която е одобрена и отпусната от Министерския съвет на Царство България.